# Jaroslav Černý (egittologo)
Jaroslav Černý (Plzeň, 22 agosto 1898 – Oxford, 19 maggio 1970) è stato un egittologo ceco, dal 1929 al 1946 fu docente presso l'Università Carolina di Praga e dal 1946 al 1951 fu Edwards Professor of Egyptology presso l'University College di Londra. Dal 1951 al 1965 fu professore di egittologia all'Università di Oxford.

## Biografia

### Nascita e infanzia
Jaroslav Černý è nato il 22 agosto 1898 a Pilsen nell'Impero austro-ungarico (attualmente parte della Repubblica Ceca). La sua famiglia visse a Pilsen fino al 1913 per poi trasferirsi a Slaný. Černý continuò i suoi studi in un gymnasium a Pilsen fino al 1917. Dal 1917 al 1922 studiò presso la Charles University, dove conseguì il dottorato nel 1922 e la sua abilitazione nel 1929.

### Carriera
Ha preso parte agli scavi di Deir el-Medina, diretti da Bernard Bruyère, dal 1925 al 1970. Deir el-Medina è rimasto per tutta la vita l'argomento principale degli studi di Černý. Un volume, dei tre previsti sul villaggio, fu pubblicato prima della sua morte con altre parti pubblicate postume.  Fu sponsorizzato da Tomáš Garrigue Masaryk dal 1927 e lavorò con Alan Henderson Gardiner dal 1934. Negli anni '30 partecipò a missioni epigrafiche in l'Egitto, in particolare nel Sinai e ad Abido.
Trascorse la seconda guerra mondiale al Cairo e dal 1942 a Londra come impiegato del Ministero degli Affari Esteri cecoslovacco. Nel 1946 divenne professore di egittologia presso l'University College di Londra. Dal 1951 al 1965 è stato professore di egittologia presso l'Università di Oxford.
Le sue specializzazioni erano la scrittura ieratica, il Nuovo Regno e la letteratura tardo egiziana.

### Morte
È morto il 29 maggio 1970 a Oxford, in Inghilterra. È sepolto nel cimitero di Wolvercote.

## Pubblicazioni
- Catalogue des ostraca hiératiques non littéraires de Deir el-Medineh, 7 Bände, Kairo 1937–70
- Ostraca hiératiques, Cairo 1931-1935. (Catalogue Général du Musée égyptien du Caire, 25501-25832.)
- Late Ramesside Letters, Bruxelles 1939.
- Répertoire onomastique de Deir el-Médineh, Kairo 1949. in collaborazione con B. Bruyère and J. J. Clère.
- The Inscriptions of Sinai, London 1952, 1955. in collaborazione con Alan H. Gardiner and T. Eric Peet.
- Paper & Books in Ancient Egypt, London.
- Ancient Egyptian Religion, London 1952 (1952, 1957).
- Hieratic Ostraca, Volume I. Oxford 1957.
- Egyptian Stelae in the Bankes Collection, Oxford 1958.
- Hieratic Inscriptions from the Tomb of Tutankhamun, Oxford 1965.
- A Community of Workmen at Thebes in the Ramesside Period, Cairo 1973.
- A Late Egyptian Grammar, Rom 1975 (1978, 1984). in collaborazione con Sarah Israelit Groll.
- Coptic Etymological Dictionary, Cambridge 1976.
- Papyrus hiératiques de Deir el-Médineh, Tome I. Cairo 1978. Finito da Georges Posener.